# Midquel
Un midquel nel glossario cinematografico è un seguito di un film, che però narra fatti avvenuti nel mezzo del film originale (o tra il film originale e il suo sequel) che sono stati tralasciati: nei midquel si approfondiscono meglio il carattere e i cambiamenti fisici e/o psichici dei personaggi, magari mostrando le stesse vicende dalla diversa prospettiva di altri personaggi. Un esempio di midquel sono i film disney come Bambi 2 - Bambi e il Grande Principe della foresta o anche Tarzan 2, nel quale si approfondisce il disagio del protagonista nei confronti delle altre scimmie. Un altro esempio di midquel è la serie The Lion Guard, ambientata tra Il re leone e Il re leone II - il regno di Simba, la quale narra delle vicende passate del primo film e dei futuri avvenimenti del secondo o pure anche il cartone interattivo Jake e i pirati dell'Isola che non c'è che si svolge subito dopo Le avventure di Peter Pan ma prima di Ritorno all'Isola che non c'è. 
Da distinguere dal midquel è l'interquel: si colloca tra un film e il sequel strettamente correlati, come nel caso di God of War: Betrayal tra God of War e God of War II, ma narra vicende distinte che s'incastrano tra quelle delle due storie principali.
Ulteriore distinzione va fatta per lo spin-off: narra di ulteriori vicende di altri personaggi che non erano i protagonisti dello story-arc principale, vicende non direttamente influenti sulla trama primaria ma da essa tratte o a essa ispirate.